# Syzygium nigrans
Syzygium nigrans är en myrtenväxtart som först beskrevs av François Gagnepain, och fick sitt nu gällande namn av Lyndley Alan Craven och Edward Sturt Biffin. Syzygium nigrans ingår i släktet Syzygium och familjen myrtenväxter. Inga underarter finns listade i Catalogue of Life.